# Suramský průsmyk
Suramský průsmyk (gruzínsky სურამის უღელტეხილი, Suramis ugheltechili) je průsmyk mezi Velkým Kavkazem a Malým Kavkazem. Protíná Lišský hřbet (též Suramský hřbet) v nadmořské výšce 949 m. Spojuje západní a východní část Gruzie (kraje Imeretie na západě a Šida Kartli na východě). Průsmykem prochází rozvodí řek Kury a Rioni.

## Železniční trať

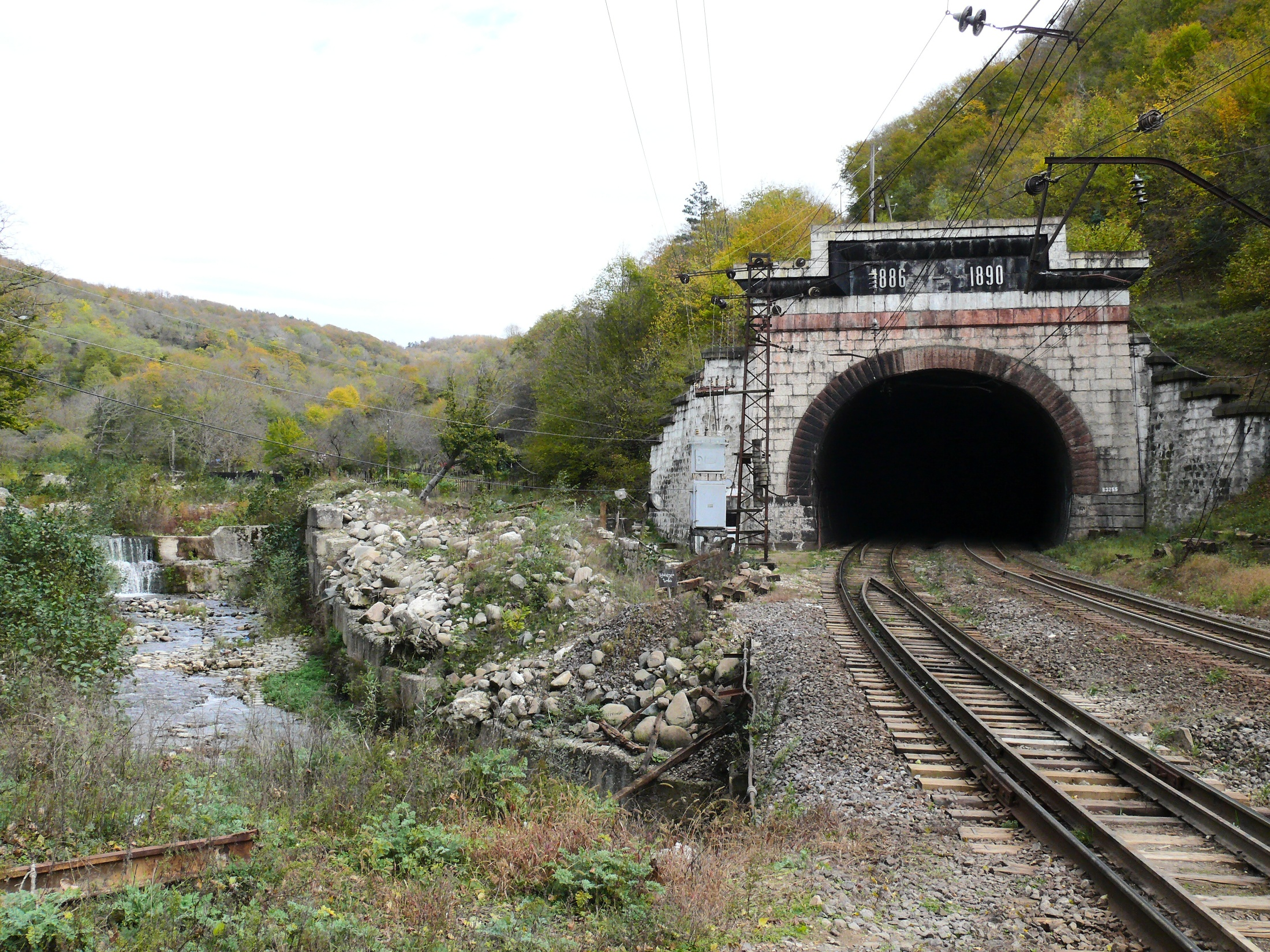
Západní portál železničního tunelu pod průsmykem ve stanici Cipa. Vlevo řeka Čcherimela.

První železniční spojení sedlem průsmyku na trati Poti - Tbilisi bylo dokončeno roku 1872, přičemž maximální stoupání tratě činilo 46 ‰ s minimálním poloměrem zatáčky 100 m. Provoz na trati těchto parametrů byl rizikovou záležitostí a umožňoval použití pouze lehkých souprav, které musely být navíc postrkovány parní posunovací lokomotivou.
Proto byla brzy naplánovaná nová trasa trati s asi 4 km dlouhým tunelem. Počáteční projekt počítal s tunelem délky 4416,5 m a odhadem nákladů 7 258 775 rublů. Po schválení projektu a geologickém průzkumu musel být původní projekt změněn, takže délka dostavěného Suramského železničního tunelu je 3998,3 m. Tunelem, který prochází Lišským hřbetem jihozápadně od průsmyku, bylo maximální stoupání sníženo na 28 ‰. Slavnostní otevření tunelu se konalo 16. září 1890. Suramský železniční tunel se nachází mezi stanicemi Cipa a Lichi.

## Silniční spojení
Průsmykem prochází horská silnice Dzirula-Charagauli-Moliti-Chumateleti. Hlavní silnice č. ს1 [S1] Kutaisi-Tbilisi prochází tunelem u Rikotského průsmyku, který se nachází 2,5 km severoseverovýchodně od Suramského průsmyku.

## Externí odkazy

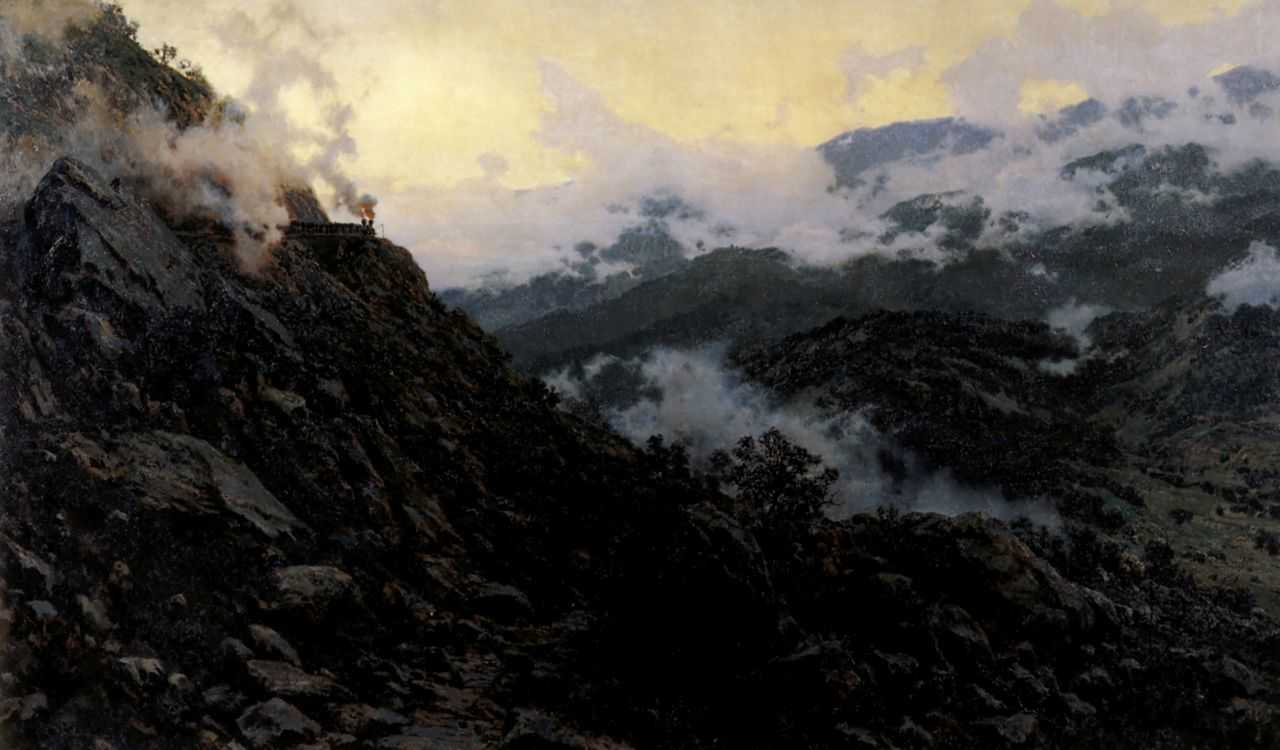
Suramský průsmyk na malbě z roku 1890. Vlevo je vidět lokomotivu.